# Steve Bays
Steve Aaron Bays (ur. 2 maja 1978) – kanadyjski muzyk rockowy, wokalista i klawiszowiec zespołu Hot Hot Heat. Znany również ze współpracy z Dustinem Hawthornen, z którym poznał się na rok przed powstaniem zespołu.
Od 1995 roku Steve był w wielu różnych zespołach, a w 1999 roku trafił do Hot Hot Heat. Na początku działalności zespołu Steve grał tylko na instrumentach klawiszowych, ale od 2000 roku jest w zespole już tylko wokalistą.